# Éva Csernoviczki
Éva Csernoviczki (Tatabánya, 16 ottobre 1986) è una judoka ungherese, vincitrice della medaglia di bronzo nei 48 kg ai Giochi olimpici di Londra 2012.

## Palmarès
- Giochi Olimpici

Londra 2012: bronzo nei 48 kg.
- Campionato mondiale di judo

2011 - Parigi: bronzo nei 48 kg.
- Campionati europei di judo

2009 - Tbilisi: argento nei 48 kg.
2010 - Vienna: argento nei 48 kg.
2011 - Istanbul: argento nei 48 kg.
2013 - Budapest: oro nei 48 kg.
2014 - Montpellier: oro nei 48 kg.
2017 - Varsavia: bronzo nei 48 kg.
2018 - Tel Aviv: argento nei 48 kg.
- Giochi europei

2015 - Baku: bronzo nei 48 kg.